# ANSI C
ANSI C — стандарт языка C, опубликованный Американским национальным институтом стандартов (ANSI). Следование этому стандарту помогает создавать легко портируемые программы.

## История
Первый стандарт языка C был опубликован американским институтом ANSI. Через некоторое время он был принят международной организацией по стандартизации ISO, продолжившей выпускать следующие версии стандарта, которые стали приниматься как стандарт и институтом ANSI. Несмотря на это стандарт до сих пор чаще называют ANSI C, а не ISO C.

### C89
В 1983 году Американский национальный институт стандартов сформировал комитет X3J11 для создания спецификации стандарта C. В 1989 году, после длительного и напряжённого процесса, стандарт был завершён и утверждён как ANSI X3.159-1989 «Язык программирования C». Именно эту версию часто называют «ANSI C», или «C89» (чтобы отличить её от C99).

### C90
В 1990 году, стандарт ANSI C (с небольшими изменениями) был принят Международной организацией по стандартизации (ISO) как ISO/IEC 9899:1990. Эту версию иногда называют C90. Однако, термины C89 и C90 относятся в сущности к одному языку.

### C99
В марте 2000 года ANSI принял стандарт ISO/IEC 9899:1999. Этот стандарт обычно называют C99. Основные нововведения:
- Новые встроенные типы данных: long long, _Bool, _Complex и _Imaginary.
- Новые возможности языка, включая массивы переменной длины, индексы статических массивов, compound-литералы, вариативные макросы, ключевое слово restrict.
- Новые заголовочные файлы, включая stdint.h, tgmath.h, fenv.h, complex.h.
- Возможности, совместимые с C++, включая inline-функции, однострочные комментарии //, смешение декларации и кода, символы Юникода в идентификаторах.
- Удалены опасные элементы C89, например, неявное объявление функций и неявное int.

Для C99 было выпущено три корректирующих документа:
- ISO/IEC 9899:1999/Cor 1:2001(E)
- ISO/IEC 9899:1999/Cor 2:2004(E)
- ISO/IEC 9899:1999/Cor 3:2007(E)

C99 более не поддерживается комитетами ANSI/INCITS и ISO/IEC в пользу поддержки и разработки C11.

### C11
C11 — новый стандарт языка, принятый в 2011 году как ISO/IEC 9899:2011. Основными новшествами является улучшенная поддержка Юникода, появление нового ключевого слова _Generic, кроссплатформенная поддержка многопоточности (threads.h) и поддержка атомарных типов в языке и библиотеке (stdatomic.h).
Для C11 был выпущен один корректирующий документ:
- ISO/IEC 9899:2011/Cor 1:2012[4]

### С17
В основном C17 корректирует дефекты, обнаруженные в C11, не внося никаких нововведений.

### C23
Стандарт официально вышел 31 октября 2024 года.

## Поддержка компиляторами
ANSI C на сегодняшний день поддерживается практически всеми распространёнными компиляторами языка C. Любая программа, написанная только с использованием стандарта и не допускающая специфических аппаратных допущений, гарантированно должна работать на любой платформе с достаточно стандартной реализацией языка C.